# Nadkupa galaxií Perseus–Pisces
Nadkupa galaxií Perseus–Pisces (anglicky Perseus-Pisces Supercluster) je jedním z největších celků ve vesmíru. I přes svoji velkou vzdálenost 250 milionů světelných let od naší Galaxie se tento řetěz kup galaxií na severní zimní obloze rozprostírá do šířky více než 40°. Je to jeden ze dvou hlavních shluků galaxií v blízkém vesmíru (v rozsahu 300 milionů světelných let), které se nachází na protilehlých stranách Místní nadkupy galaxií a podél roviny naší Galaxie. Tato nadkupa také sousedí s významnou prázdnou oblastí nazývanou Taurus Void.
Hlavní kupy v této nadkupě jsou Abell 262, Abell 347 a Abell 426.